# 切希
切希，是匈牙利沃什州所辖的一个村，总面积9.34平方公里，总人口260，人口密度27.8人/平方公里（2010年1月1日）。